# Too Fast for Love
A Too Fast for Love az amerikai Mötley Crüe bemutatkozó albuma, ami 1981 őszén került a lemezboltokba. Az album a Leathür gondozásában került forgalomba, producere Michael Wagener volt. Bár az album csak a 77. helyet érte el a Billboard 200-as listáján, hatalmas siker lett. Ismertebb dalok az albumról például a Live Wire, a Merry-Go-Round és a Piece of Your Action. Az album borítóját a Rolling Stones Sticky Fingers című albumának a borítójáról mintázták.
A lemezt 2017-ben a Rolling Stone magazin a Minden idők 100 legjobb metalalbuma listáján a 22. helyre rangsorolta.

## Az album dalai
1. Live Wire – 3:16
2. Public Enemy #1 – 4:23
3. Take Me to the Top – 3:46
4. Merry-Go-Round – 3:27
5. Piece of Your Action – 4:40
6. Starry Eyes – 4:30
7. Come on and Dance” – 3:11
8. Too Fast for Love” – 4:11
9. On with the Show” – 4:08